# Acolytes Protection Agency
The Acolytes Protection Agency (APA, в переводе с англ. — «Защитное агентство аколитов») — американская команда в рестлинге, состоявшая из Брэдшоу (Джон Лейфилд) и Фаарука (Рон Симмонс). Они выступали в World Wrestling Federation/Entertainment (WWF/E) с октября 1998 года по март 2004 года.
До создания APA Фаарук и Брэдшоу были известны просто как The Acolytes (англ. Аколиты) и стали частью группировки «Служение тьмы» Гробовщика. Как The Acolytes, они выиграли два титула командных чемпионов WWF 1999 году, враждуя с Икс-паком и Кейном и «Братьями Харди». Переименовавшись в 2000 году в The Acolytes Protection Agency, они стали работать телохранителями для других рестлеров и выиграли третий командный титул в 2001 году.
В 2002 году разделение брендов разделило и команду, так как драфт 2002 года отправил Фаарука на SmackDown, а Брэдшоу на Raw. Как одиночный рестлер, Брэдшоу имел обширную карьеру в хардкор-рестлинге, неоднократно выигрывая титул хардкорного чемпиона WWF. Они воссоединились в качестве команды в Ohio Valley Wrestling, а затем на SmackDown в 2003 году. Команда вновь распалась в 2004 году, когда Симмонс был уволен из WWE; Брэдшоу продолжил свою одиночную карьеру до ухода на пенсию в 2009 году, и после этого группа появлялась нерегулярно, в основном не на ринге.

## Титулы и достижения
- Memphis Championship Wrestling
  - Командные чемпиона юга MCW (1 раз)[1]
- Ohio Valley Wrestling
  - Командные чемпиона юга OVW (1 раз)[2]
- World Wrestling Federation/World Wrestling Entertainment
  - Чемпион Европы WWF (1 раз)[3] — Брэдшоу
  - Командные чемпионы WWF (3 раза)[4]
  - Зал славы WWE (2021) — Фаарук (как Рон Симмонс)
  - Зал славы WWE (2020) — Брэдшоу (как Джон «Бредшоу» Лэйфилд)